# Gheorghe Tănase
Gheorghe Tănase (* 25. Januar 1928 in Bahna, Kreis Neamț) ist ein ehemaliger rumänischer Politiker der Rumänischen Kommunistischen Partei PMR (Partidul Muncitoresc Român) und ab 1965 PCR (Partidul Comunist Român), der unter anderem zwischen 1987 und 1989 Sekretär des Zentralkomitees (ZK) der PCR war.

## Leben

### Beginn der Funktionärslaufbahn
Gheorghe Tănase besuchte nach der Grundschule vier Jahre lang die Handelsschule und war seit 1941 als Gießer im Marinearsenal von Galați tätig. Nach Ende des Zweiten Weltkrieges besuchte er das Abendgymnasium und wurde im November 1947 Mitglied der damaligen Kommunistischen Partei PCdR (Partidul Comunist din România). Während seiner militärischen Ausbildung war er zwischen 1947 und 1948 Verantwortlicher für die Kulturarbeit und die Wandzeitung seiner Einheit und wurde nach dem Besuch eines dreimonatigen Lehrgangs an der Gewerkschaftsschule 1948 Gießer im Staatlichen Metallurgischen Kombinat Galaţi. 1949 besuchte er für zwei Monate einen Lehrgang für Zusammenarbeit und übernahm daraufhin 1949 den Posten als Chef der Sektion Personal im Staatlichen Metallurgischen Kombinat Galaţi. Zugleich war er 1949 Mitglied einer Kommission zur Organisation der Zusammenarbeit im Komitee der Kreisparteien sowie Leiter des Organisationsdienstes der Union der Konsumgenossenschaften in Covurlui, ehe er im Januar 1950 Leiter der Personalabteilung der Zentralen Konsumgenossenschaften in Bukarest wurde.
Nach dem Besuch eines sechsmonatigen Lehrgangs an der Parteischule wurde 1950 zunächst Instrukteur des PMR-Parteikomitee im Stadtviertel Tudor Vladimirescu und danach 1951 Organisationssekretär des Parteikomitees des Betriebes Timpuri Noi, ehe er im Mai 1952 Instrukteur im Stadtparteikomitee von Bukarest wurde. Nach einem weiteren einjährigen Lehrgang an der Parteischule von 1952 bis 1953 wurde er 1953 Organisationssekretär im PMR-Parteikomitee im Bukarester Stadtviertel Nicolae Bălcescu. Er war zwischen September 1957 und September 1965 Mitarbeiter des ZK der PMR und absolvierte in dieser Zeit 1962 die Parteihochschule „Ștefan Gheorghiu“ und schloss 1965 seine Ausbildung an einem Gymnasium ab, woraufhin er auch ein Studium an der Fakultät für Rechtswissenschaften an der Universität Bukarest begann. Am 9. September 1965 begann er eine Tätigkeit als Territorialinstrukteur im ZK der nunmehrigen PCR (Partidul Comunist Român) und wurde am 13. Februar 1967 stellvertretender Leiter der Sektion der Gruppe der Territorialinstrukteure im ZK.

### Erster Sekretär der Kreise Vaslui, Ialomița und Bacău
Am 19. Januar 1968 wurde Gheorge Tănase Erster Sekretär des Parteikomitees sowie Präsident des Exekutivkomitees des Volksrates im Kreis Vaslui und bekleidete diese beiden Spitzenämter in der Region Moldau 14 Jahre lang bis zum 22. Januar 1982. Er wurde auf dem Zehnten Parteitag der PCR vom 6. bis 12. August 1969 Mitglied des Zentralkomitees (ZK) der PCR und gehörte diesem Gremium bis zum Sturz von Nicolae Ceaușescu im Zuge der rumänischen Revolution am 22. Dezember 1989 an. 1969 wurde er außerdem Mitglied der Großen Nationalversammlung (Marea Adunare Națională) und gehörte dieser bis 1980 an. Während seiner Parlamentszugehörigkeit war er zwischen dem 18. März 1975 und dem 31. Dezember 1976 Mitglied des Ausschusses für Land-, Forst- und Wasserwirtschaft der Großen Nationalversammlung. Zugleich wurde er am 8. November 1976 Mitglied des Staatsrates der Sozialistischen Republik Rumänien, des kollektiven Staatspräsidiums, und ab dem 30. Januar 1979 auch Leiter der Sektion Kader im Zentralkomitee der PCR.
Am 26. Januar 1982 übernahm Tănase die Posten als Erster Sekretär des Parteikomitees sowie Präsident des Exekutivkomitees des Volksrates im Kreis Ialomița und hatte diese Posten in der Region Walachei bis zum 20. Februar 1987 inne. 1985 wurde er erneut Mitglied der Großen Nationalversammlung, in der er nunmehr bis 1989 den Wahlkreis Nr. 2 Fetești vertrat. Am 1. April wurde er auch Sekretär des Ausschusses für Verfassung und Justiz der Großen Nationalversammlung. Im März 1987 wurde er stellvertretender Leiter der ZK-Abteilung für Organisation. Im Oktober 1987 wurde er Sekretär des ZK der PCR und bekleidete diese Funktion bis zum Parteitag der PCR#Vierzehnter Parteitag der PCR (20. bis 24. November 1989). Zuletzt wurde er am 7. Februar 1989 noch Erster Sekretär des Parteikomitees sowie Präsident des Exekutivkomitees des Volksrates im Kreis Bacău, der ebenfalls in der Region Moldau liegt.

### Ehrungen und Auszeichnungen
Für seine langjährigen Verdienste wurde Gheorghe Tănase mehrfach ausgezeichnet und erhielt unter anderem 1961 den Stern der Volksrepublik Rumänien Fünftr Klasse (Ordinul Steaua Republicii Populare Române), 1962 den Orden der Arbeit Dritter Klasse (Ordinul Muncii), 1964 den Orden 23. August Vierter Klasse (Ordinul 23. August), im Mai 1966 den Orden Tudor Vladimirescu Fünfter Klasse (Ordinul Tudor Vladimirescu), 1969 den Orden 23. August Vierter Klasse (Ordinul 23. August), 1971 den Stern der Volksrepublik Rumänien Dritter Klasse (Ordinul Steaua Republicii Populare Române) sowie 1981 den Orden Tudor Vladimirescu Zweiter Klasse (Ordinul Tudor Vladimirescu)